# 中華民國國家科學及技術委員會
國家科學及技術委員會（簡稱國科會、新國科會）是中華民國有關科學及技術發展的最高主管機關，負責推動及協調國家科技發展、支援學術研究、發展科學園區、管理行政院國家科學技術發展基金；以及技術審查各部會科技計畫可行度，提供必要改善建議。前身為1959年成立的國家長期發展科學委員會，1967年更名為行政院國家科學委員會，2014年3月3日改制為科技部，2022年7月27日再改制為委員會並使用現名。

## 历史
中国学者、新文化运动领袖胡适认为“学术是一个国家无形的财富”，在国立北京大学当校长时曾提出一个学术独立十年计划，但后来由于中国局势的影响未能实现。1958年胡适担任中央研究院院长后，根据此前方案，在吳大猷協助下编写了《国家发展科学培植人才的五年计划的纲领草案》。1959年2月1日，行政院師法美國國家科學基金會，成立「國家長期發展科學委員會」（長科會），胡适担任主任委員，教育部部长梅贻琦兼任副主任委員。
1967年8月，長科會更名為「行政院國家科學委員會」（國科會）。國科會拥有稳定的经费，可不计产出的现实利益而专注于学术研究，对台湾学术影响深远。
2010年2月3日，《行政院組織法》修正，增設科技部。
2014年1月7日，立法院三讀通過《科技部組織法》和相關組織法；同年1月22日，總統令公布之。2014年3月3日，「科技部」正式掛牌成立，使用藍色篆體部徽。
2017年11月7日，科技部部徽改為藍色「MOST」加黑色「科技部」三字。
2021年3月25日，行政院會議通過行政院組織調整法案，其中將科技部改為「國家科學及技術委員會」。同年12月28日，立法院三讀修正通過《國家科學及技術委員會組織法》及相關組織法。
2022年1月19日總統令修正公布《國家科學及技術委員會組織法》及相關組織法，同年7月27日科技部改制為「國家科學及技術委員會」；會徽改為藍色「NSTC」加黑色「國家科學及技術委員會」十字。

## 標誌變遷

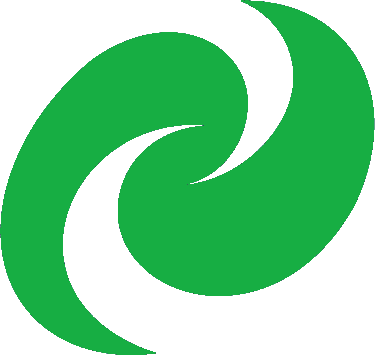
行政院國家科學委員會會徽（2014年3月2日前）
科技部第一代部徽（2014年3月3日-2017年11月6日）
科技部第二代部徽（2017年11月7日-2022年7月26日）

## 組織
主任委員由政務委員兼任，置副主任委員3人（政務2人、常務1人）、委員11-15人，由行政院院長就研究機構首長、中央相關機關首長及學者專家兼任。
其中派兼委員八位，包含政務委員兼國家發展委員會主任委員、經濟部部長、教育部部長、農業部部長、衛生福利部部長、文化部部長、數位發展部部長、行政院主計總處主計長，隨本職異動。

### 本會

#### 科技辦公室
- 主任委員
  - 政務副主任委員
  - 常務副主任委員
    - 主任秘書

### 內部單位

#### 業務單位
- 綜合規劃處
- 自然科學及永續研究發展處
- 工程技術研究發展處
- 生命科學研究發展處
- 教育科學研究發展處
- 人文及社會科學研究發展處
- 前瞻及基礎應用科技處
- 科教發展及國際合作處
- 產學及園區業務處

#### 行政單位
- 秘書處
- 人事處
- 政風處
- 主計處
- 資訊處
- 法規會

### 所屬機關
- 新竹科學園區管理局
- 中部科學園區管理局
- 南部科學園區管理局

### 主管法人組織
行政法人
- 行政法人國家災害防救科技中心
- 行政法人國家太空中心

公設財團法人
- 財團法人國家實驗研究院
- 財團法人國家同步輻射研究中心

### 所屬學校
- 國立新竹科學園區實驗高級中等學校
- 國立中科實驗高級中學
- 國立南科國際實驗高級中學
- 國立嘉科實驗高級中等學校
- 國立屏科實驗高級中等學校
- 國立高科實驗高級中等學校籌備處

### 駐外科技組
- 駐美國代表處科技組
- 駐舊金山辦事處科技組
- 駐洛杉磯辦事處科技組
- 駐休士頓辦事處科技組
- 駐波士頓辦事處科技組
- 駐加拿大代表處科技組
- 駐英國代表處科技組
- 駐法國代表處科技組
- 駐俄羅斯代表處科技組
- 駐德國代表處科技組
- 駐捷克代表處科技組
- 駐立陶宛代表處科技組
- 駐歐盟兼駐比利時代表處科技組
- 駐澳大利亞代表處科技組
- 駐日本代表處科技組
- 駐越南代表處科技組
- 駐印度代表處科技組
- 駐韓國代表處科技組（暫未派員，相關業務由駐日本代表處科技組兼管）
- 駐以色列代表處科技組

## 歷任首長
| 任別                           | 姓名                           | 圖像                           | 政黨                           | 就職時間                       | 卸任時間                       |
| 國家長期發展科學委員會主任委員 | 國家長期發展科學委員會主任委員 | 國家長期發展科學委員會主任委員 | 國家長期發展科學委員會主任委員 | 國家長期發展科學委員會主任委員 | 國家長期發展科學委員會主任委員 |
| ------------------------------ | ------------------------------ | ------------------------------ | ------------------------------ | ------------------------------ | ------------------------------ |
| 1                              | 胡適 (1891–1962)               |                                | 無黨籍                         | 1959年2月1日                   | 1962年2月                      |
| 2                              | 王世杰 (1891–1981)             |                                | 中國國民黨                     | 1962年5月                      | 1967年8月                      |
| 行政院國家科學委員會主任委員   |                                |                                |                                |                                |                                |
| 1                              | 吳大猷 (1907–2000)             |                                | 無黨籍                         | 1967年8月                      | 1973年6月                      |
| 2                              | 徐賢修 (1912–2001)             |                                | 無黨籍                         | 1973年6月                      | 1981年3月                      |
| 3                              | 張明哲 (1914–1998)             |                                | 無黨籍                         | 1981年3月                      | 1984年6月1日                   |
| 4                              | 陳履安 (1937–)                 |                                | 中國國民黨                     | 1984年6月1日                   | 1988年7月22日                  |
| 5                              | 夏漢民 (1932–2021)             |                                | 無黨籍                         | 1988年7月22日                  | 1993年2月27日                  |
| 6                              | 郭南宏 (1936–2023)             |                                | 無黨籍                         | 1993年2月27日                  | 1996年6月10日                  |
| 7                              | 劉兆玄 (1943–)                 |                                | 中國國民黨                     | 1996年6月10日                  | 1998年2月5日                   |
| 8                              | 黃鎮台 (1948–)                 |                                | 中國國民黨                     | 1998年2月5日                   | 2000年5月20日                  |
| 9                              | 翁政義 (1944–)                 |                                | 無黨籍                         | 2000年5月20日                  | 2001年3月7日                   |
| 10                             | 魏哲和 (1946–)                 |                                | 無黨籍                         | 2001年3月7日                   | 2004年5月20日                  |
| 11                             | 吳茂昆 (1949–)                 |                                | 無黨籍                         | 2004年5月20日                  | 2006年1月25日                  |
| 12                             | 陳建仁 (1951–)                 |                                | 無黨籍                         | 2006年1月25日                  | 2008年5月19日                  |
| 13                             | 李羅權 (1947–)                 |                                | 無黨籍                         | 2008年5月20日                  | 2012年2月6日                   |
| 14                             | 朱敬一 (1955–)                 |                                | 無黨籍                         | 2012年2月6日                   | 2014年3月3日                   |
| 科技部部長                     |                                |                                |                                |                                |                                |
| 1                              | 張善政 (1954–)                 |                                | 無黨籍                         | 2014年3月3日                   | 2014年12月8日                  |
| 代理                           | 林一平 (1961–)                 |                                | 無黨籍                         | 2014年12月8日                  | 2015年1月26日                  |
| 2                              | 徐爵民 (1954–)                 |                                | 無黨籍                         | 2015年1月26日                  | 2016年5月20日                  |
| 3                              | 楊弘敦 (1956–)                 |                                | 無黨籍                         | 2016年5月20日                  | 2017年2月8日                   |
| 4                              | 陳良基 (1956–)                 |                                | 無黨籍                         | 2017年2月8日                   | 2020年5月19日                  |
| 5                              | 吳政忠 (1955–)                 |                                | 無黨籍                         | 2020年5月20日                  | 2022年7月26日                  |
| 國家科學及技術委員會主任委員   |                                |                                |                                |                                |                                |
| 1                              | 吳政忠                         |                                | 無黨籍                         | 2022年7月27日                  | 2024年5月20日                  |
| 2                              | 吳誠文 (1958–)                 |                                | 無黨籍                         | 2024年5月20日                  | 現任                           |

## 交通

### 捷運
- 台北捷運
  -  文湖線：科技大樓站

### 腳註
1. 1 2  李憶璇. . 中央廣播電臺. 2014年3月3日  [2014-03-04]. （原始内容存档于2014-03-09）.
2. ↑  . ETtoday新聞雲. 2022-03-28  [2022-03-30]. （原始内容存档于2022-06-09）.
3. ↑  郭位. . 明報. 2012-10-07.
4. 1 2  李怀宇. . 凤凰网. 时代周报. 2012-05-14  [2020-09-29]. （原始内容存档于2017-03-05）.
5. ↑  何哲欣. . 蘋果日報. 2014-01-07  [2017-06-08]. （原始内容存档于2014-01-11） （中文（臺灣））.
6. ↑  . 總統府. 2014-01-22  [2017-06-08]. （原始内容存档于2017-12-16） （中文（臺灣））.
7. ↑  陳俊華. . 中央通訊社. 2021-03-25  [2021-03-29]. （原始内容存档于2021-06-14）.
8. ↑  . 中央通訊社. 2021-12-28  [2021-12-28]. （原始内容存档于2022-06-09）.
9. ↑  陳俊華. . 中央社. 2022-07-26  [2022-07-26]. （原始内容存档于2022-08-01） （中文（臺灣））.
10. ↑  . 全國法規資料庫.   [2022-07-27]. （原始内容存档于2022-07-27）.
11. ↑  組織與職掌 （页面存档备份，存于）.國家科學及技術委員會.2022-07-25
12. ↑  駐外科技組網站 （页面存档备份，存于）.國家科學及技術委員會
13. ↑  首長介紹-吳政忠 主任委員 （页面存档备份，存于）.國家科學及技術委員會.2022-10-24
14. ↑  首長介紹-國家科學委員會歷任首長 （页面存档备份，存于）.國家科學及技術委員會.2022-07-22
15. ↑  首長介紹-科技部歷任首長 （页面存档备份，存于）.國家科學及技術委員會.2022-07-22

### 文獻
- 國家科學及技術委員會處務規程 （页面存档备份，存于）.全國法規資料庫.民國 111 年 07 月 25 日
- 行政院組織法 （页面存档备份，存于）.全國法規資料庫.民國 111 年 01 月 19 日
- 國家科學及技術委員會組織法 （页面存档备份，存于）.全國法規資料庫.民國 111 年 01 月 19 日

## 外部連結
- 國家科學及技術委員會官方網站 （页面存档备份，存于）（繁體中文）
- National Science and Technology Council, R.O.C （页面存档备份，存于）（英文）
- 國家科學及技術委員會的Facebook專頁
- YouTube上的科技大觀園
- 科技大觀園 （页面存档备份，存于）（繁體中文）
- 科技大觀園的Facebook專頁
- 科技大觀園的Plurk專頁
- Q博｜科技大觀園的Instagram帳戶